# Stadt Wehlen
Stadt Wehlen (pronunciación en alemán: /ʃtat ˈveːlən/ⓘ) es un municipio situado en el distrito de Suiza Sajona-Montes Metálicos Orientales, en el estado federado de Sajonia (Alemania), a una altitud de 220 metros. Su población a finales de 2016 era de unos 1600 habs. y su densidad poblacional, 150 hab/km².